# Андриенко, Денис Андреевич
Дени́с Андре́евич Андрие́нко (укр. Денис Андрійович Андрієнко; род. 12 апреля 1980, Евпатория, Крымская область) — украинский футболист, защитник.

## Биография
Начал заниматься футболом в десять лет, также в одиннадцать лет выиграл чемпионат Крыма по лёгкой атлетике. В то время не было специальных секций, играли за ЖЭКи по месту жительства. В Евпатории он назывался Первый жилфонд «Курорт». Потом Андриенко попал в спортинтернат Симферополя.
С 1997 года по 2000 год играл в «Таврии». В Высшей лиге дебютировал 8 июня 1998 года в матче «Таврия» — «Динамо» (0:3). Позже играл за клубы: «Титан» (Армянск), «Металлург» (Донецк), «Полиграфтехнику», «СКА-Энергию», «Кривбасс». С 2004 года по 2009 год выступал за днепропетровский «Днепр». Зимой 2009 года вернулся в «Кривбасс».

## Достижения
- Бронзовый призёр чемпионата Украины: 2001/02